# Уреке Євген Васильович
Євген Васильович Уре́ке (нар. 20 березня 1917, Могильов — пом. 27 січня 2005, Кишинів) — молдавський радянський актор, театральний режисер і співак (бас).

## Біографія
Народився 20 березня 1917 року в місті Могильові (нині Білорусь). 1939 року закінчив приватну консерваторію у Кишиневі, де навчався драматичному мистецтву у Марії Космачевської, співу — Олександра Антоновського. З 1940 року, з перервою, — актор Молдавського музично-драматичного театру у Кишиневі (у 1957—1959 роках був солістом Молдавського театру опери та балету).
Помер у Кишиневі 27 січня 2005 року. Похований у Кишиневі на Центральному цвинтарі.

## Творчість
Грав у драмах, музичних драмах, операх і оперетах ролі як класичного так і сучасного репертуару, зокрема:
у драматичному театрі
- Городничий («Ревізор» Миколи Гоголя);
- Арбенін («Маскарад» Михайла Лермонтова);
- Єгор Буличов («Єгор Буличов та інші» Максима Горького);
- Котовський («Котовський» Юрія Дольд-Михайлика);
- Таран («Фараони» Олексія Коломійця);
- Тартюф («Тартюф» Мольєра);
- Овідій, Горацій («Овідій», «Джерело Бландузії» Васіле Александрі);
- Забєлін, Шадрін («Кремлівські куранти», «Людина з рушницею» Миколи Погодіна);
- Васін («Руські люди» Костянтина Симонова);
- Янку («Гайдуки» Івана Ром-Лебедєва);
- Кнуров («Безприданниця» Олександра Островського);
- Золотарьов («Марійчине щастя» Леоніда Корняну);
- Голова («Майська ніч» за Миколою Гоголем);
- Браун («Тригрошова опера» Бертольда Брехта);
- Селянин («Грозован» Давида Гершфельда);
- Лір («Король Лір» Вільяма Шекспіра).

в оперному театрі
- Виборний («Наталка Полтавка» Івана Котляревського);
- Демон («Демон» Антона Рубінштейна);
- Гремін («Євгеній Онєгін» Петра Чайковського);
- Карась («Запорожець за Дунаєм» Семена Гулака Артемовського);
- дід Атанас («Трембіта» Юрія Мілютіна);
- Малюта Скуратов («Царева наречена» Миколи Римського-Корсакова);
- Назар («Весілля в Малинівці» Леоніда Юхвіда).

Поставив вистави:
- «Запорожець за Дунаєм» Семена Гулака Артемовського;
- «Сорочинський ярмарок» Модеста Мусоргського;
- «Загублений лист» Йона Караджале.

Знімався у кіно:
- велетень Стримба-Ламне (Андрієш, 1954);
- отаман Кондря (Молдавські наспіви, 1955);
- Степан Васильович, голова колгоспу (Ляна, 1955);
- поміщик (Тривожний світанок, 1984).

Виступав також у концертах і по радіо, виконував арії, молдавські народні пісні, романси.

## Відзнаки і вшанування
- Сталінська премія (1950);

нагороджений
- радянськими орденами Трудового Червоного Прапора, «Знак Пошани»;
- молдовським орденом Республіки (1993)[3];

почесні звання
- Народний артист Молдавської РСР з 1953 року[3];
- Народний артист СРСР з 1967 року.

У 2007 і 2012 роках в Молдові були випущені поштові марки, присвячені артисту.